# アンナ・ピエーリ・ブリニョーレ・サーレ
アンナ・ピエーリ・ブリニョーレ・サーレ（Anna Pieri Brignole-Sale, 1765年 - 1815年）は、シエーナ出身の貴族女性。ジェノヴァ共和国の権門ブリニョーレ家に嫁いだ。ナポレオン体制の熱烈な信奉者であり、ナポレオンの後妻マリー＝ルイーズ皇后の女官を務めた。

## 生涯
シエーナの洗練された都市貴族の家系に生まれた。1786年、グロポリ侯爵アントン・ジューリオ3世・ブリニョーレ・サーレ（1802年没）と結婚。婚家はジェノヴァ共和国屈指の名門で、共和国元首（ドージェ）を何世代にも渡って務めていた。夫の父ロドルフォ・エミーリオ、伯父ジョヴァンニ・フランチェスコも元首職の経験者だった。侯爵夫人アンナは居宅パラッツォ・ロッソの最上階で、啓蒙主義的な文芸サロンの女主人として華やかな生活を送った。
夫の没後、第一帝政期のパリ社交界に出入りするようになり、タレーランら政府要人とも親しく交際するようになった。1810年、ナポレオン皇帝の再婚相手マリー＝ルイーズ皇后の女官に任命され、同年皇帝により（自身の権利として）女伯爵の位を授かった。失脚したナポレオンが1814年エルバ島に島流しにされると、アンナはマリー＝ルイーズに付き従ってオーストリアに移り、女主人に対して夫君に忠実であり続けるよう説得した。しかしウィーン宮廷はナポレオンに対する憎悪を強め、アンナはその与党としてオーストリア秘密警察に身辺を嗅ぎまわられる立場となった。アンナはその後同地で死亡した。

## 子女
夫との間に4人の子をもうけた。
- ロドルフォ・ブリニョーレ・サーレ（1784年 - 1832年） - 聖職者となり、教皇ピウス7世によってアスーラ司教に任命された。
- アントーニオ・ブリニョーレ・サーレ（イタリア語版）（1786年 - 1863年） - グロポリ侯爵。ウィーン会議にジェノヴァ代表として出席、ナポレオン及びジョアシャン・ミュラの代理人として活動し、多額の資金を費やしたが、彼らの便宜を図ることはできなかった[3]。
  - マリーア・ブリニョーレ・サーレ（1811年 - 1888年） - ガリエラ公爵夫人[4]。
- マリーア・ペレグリーナ・テレーザ・ブリニョーレ・サーレ（1790年 - 1865年） - 1808年エメリッヒ・ヨーゼフ・フォン・ダールベルク公爵と結婚。母と同じくマリー＝ルイーズ皇后の女官となった。
  - マリー・ルイーズ・ペリーヌ・ド・ダールベルク（1813年 - 1860年） - 1832年イギリス人の第7代準男爵ファーディナンド・アクトンと結婚[5]、1840年第2代グランヴィル伯爵グランヴィル・ルーソン＝ゴアと再婚。
    - ジョン・ダルバーグ＝アクトン（1834年 - 1902年） - 初代アクトン男爵。歴史家・思想家・政治家。
- カテリーナ・アンジェラ・マリーア・ブリニョーレ・サーレ（1792年 - 1882年） - 1811年カルロ・マレスカルキ伯爵（1782年 - 1868年）と結婚。夫は外交官フェルディナンド・マレスカルキ（英語版）伯爵の長男で、イタリア副王ウジェーヌ・ド・ボアルネの侍従。

## 引用
1. 1 2 3 4  Valynseele 1959, p. 51.
2. 1 2  Ritratto di Anna Pieri Brignole-Sale.
3. ↑  Schneider, Werner & Mazohl 2015, p. 124.
4. ↑  Bonaparte & Basso 1975, p. 197.
5. ↑  Golo Mann: Lord Acton. In: Ders.: Geschichte und Geschichten. S. Fischer Verlag, Frankfurt am Main 1961. S. 85–101, hier S. 86.